# Вестье, Антуан
Антуа́н Вестье́ (фр. Antoine Vestier; 1740, Аваллон — 1824, Париж) — французский живописец и художник-миниатюрист, портретист неоклассицизма.

## Биография

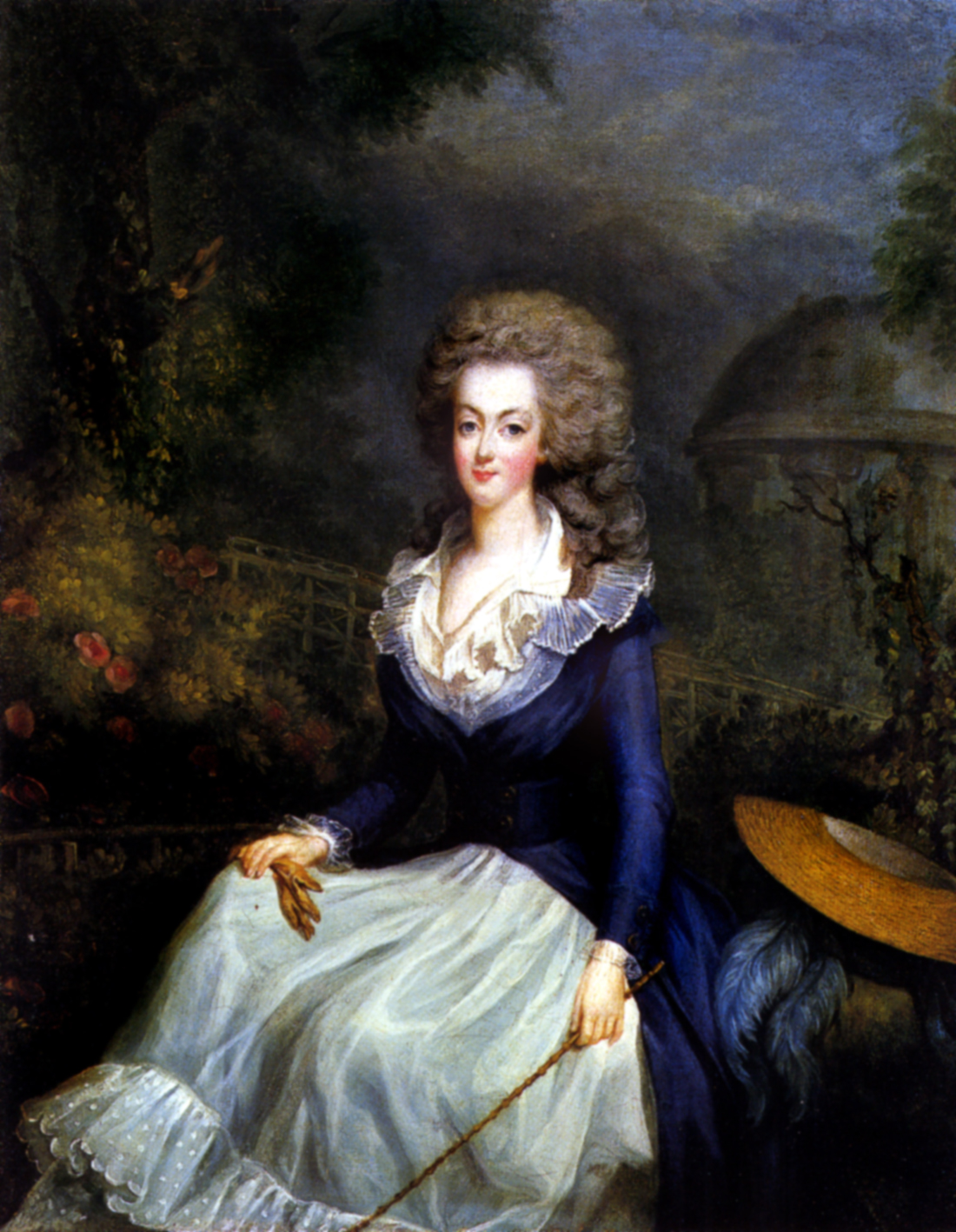
Портрет Марии Антуанетты, 1778 год

Родился 27 апреля 1740 года в Бургундии.
Учился в Париже у Жана Батиста Пьера. Выставлял свои работы в парижском салоне Salon de la Correspondance.
Член Королевской Академии с 1785 года.
Умер 24 декабря 1824 года.
Дочь Франсуа Вестье, Мари-Николь Вестье, также была художницей.